# Prostagma
Une prostagma (grec moderne : πρόσταγμα) ou prostaxis (πρόσταξις), tous deux signifiant « ordre, commandement », étaient des documents émanant de la chancellerie impériale byzantine portant une décision ou un commandement impérial, généralement d'ordre administratif.
Prostaxis était le terme courant employé aux XIe et XIIIe siècles, date à laquelle le terme fut remplacé par Prostagma. Le premier document de ce genre qui nous est parvenu date de 1214.  Ces documents étaient généralement courts, signés par l'empereur byzantin avec le menologem à l'encre rouge, et généralement avec le sceau de l'empereur. Les prostagmata des empereurs de Trebizond ont été signés avec une forme abrégée de la signature impériale.  Des documents similaires publiés par les Despotes étaient dénommés horismos, tandis que ceux du patriarche de Constantinople ou d'autres représentants de l'État étaient appelés de manière différente [para] keleusis, entalma, grama, etc.  Des dirigeants serbes délivraient également une prostagmata. 
Les prostagmata étaient utilisés pour « transmettre des ordres, [...] octroyer des privilèges, légiférer et réglementer, pour attester un serment prêté par l'empereur (horkomotikon prostagma) », ainsi que « pour nommer des individus à des postes administratifs ou pour descerner des titres honorifiques », remplaçant les probatoriae et codicilli hérités de la pratique romaine et utilisés jusqu'au Xe siècle. 

## Sources
- Oikonomidès, « La chancellerie impériale de Byzance du 13e au 15e siècle », Revue des études byzantines, vol. 43,‎ 1985, p. 167–195 (DOI 10.3406/rebyz.1985.2171, lire en ligne).
- Oikonomidès, Nicolas (1991). "Prostagma". In Kazhdan, Alexander (ed.). The Oxford Dictionary of Byzantium. New York and Oxford: Oxford University Press. p. 1740.  (ISBN 978-0-19-504652-6).
- (sh) Ostrogorsky, « Prostagme srpskih vladara », Prilozi za književnost, jezik, istoriju ifołklor, vol. 34,‎ 1968, p. 245–257.